# Influenza del vento nell'atletica leggera

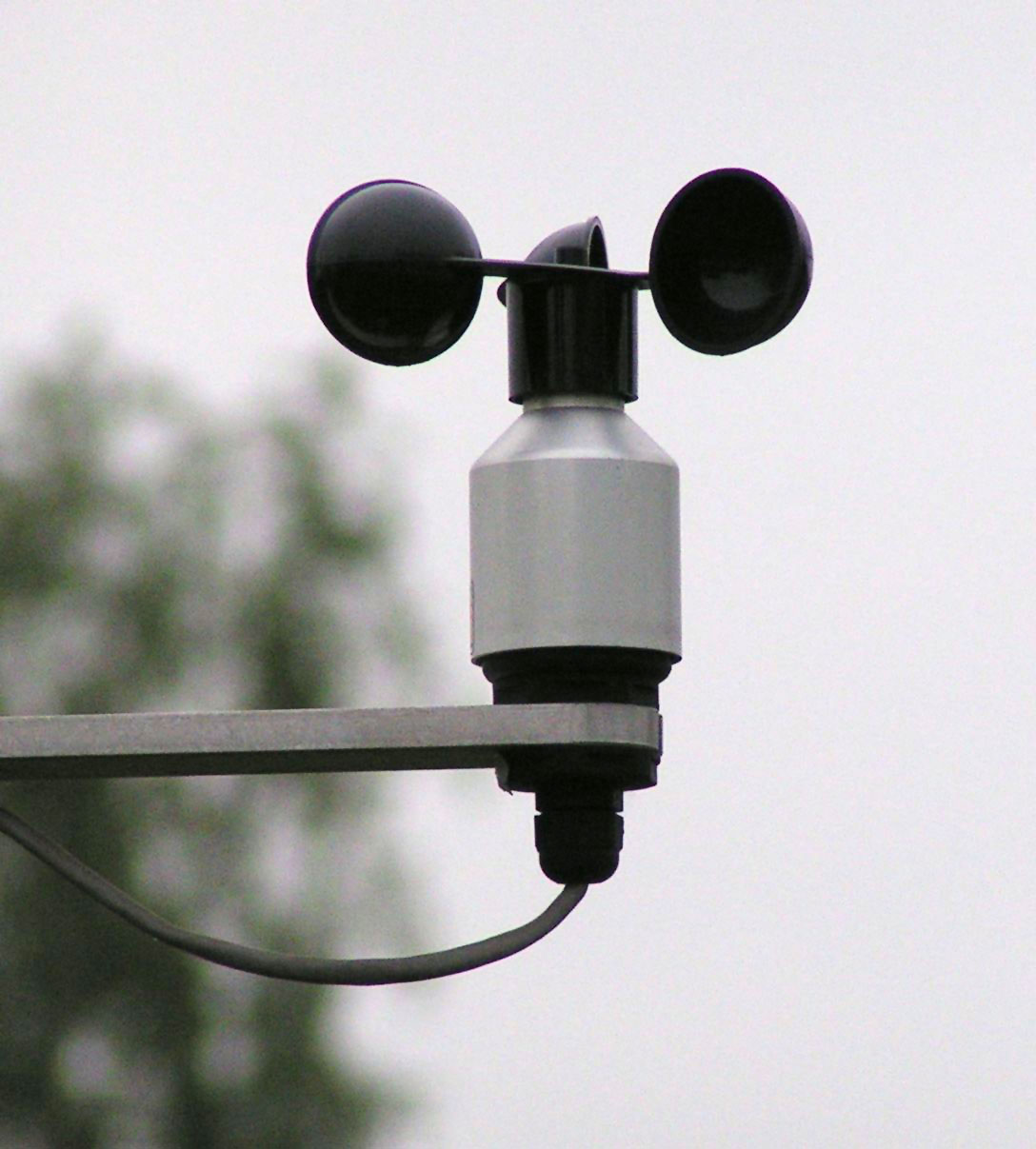
Un anemometro, la cui presenza è obbligatoria nei campi di atletica, allo scopo dell'omologazione delle prestazioni

In atletica leggera alcune prestazioni cronometriche ottenute nelle gare di velocità, o misure ottenute nei salti in estensione (salto in lungo e salto triplo), non vengono omologate dalle varie federazioni sportive, se ottenute con vento superiore ai 2 m/s, cosiddetto vento favorevole (in lingua inglese wind assistance).

## Influenze sui record
Diversi record nell'atletica leggera potrebbero essere stati notevolmente influenzati da alcuni fattori che avrebbero modificato in maniera considerevole il tempo finale. Ebbene, dopo alcuni studi si è arrivati alla conclusione che non solo il vento ma anche altri fattori possono portare a favorire o a sfavorire la prestazione di un atleta in special modo nelle corse veloci (100 metri piani, 200 metri piani, 100 metri ostacoli e 110 metri ostacoli). Le due variabili che agiscono in maniera più rilevante sono vento e altitudine (ci sono anche altri fattori che agiscono ma in modo meno importante).

### Influenza del vento
Si è calcolato che ad esempio nei 100 m piani avere un vento a favore di 2 m/s (limite internazionale per dichiarare valido il risultato) comporta un vantaggio di poco superiore al decimo di secondo, mentre si ha uno svantaggio equivalente se il vento è contrario.

### Influenza dell'altura
Per quanto riguarda invece l'altitudine si è calcolato che correre a 1000 m s.l.m. rispetto a località con altitudini vicine allo 0 comporta un vantaggio quantificabile tra i 3 e i 4 centesimi di secondo. Se agli occhi di una persona non interessata all'atletica può sembrare non rilevante, questa scoperta invece cambia di molto quelli che sono i record ottenuti recentemente nelle discipline veloci dove ci sono stati miglioramenti centesimali che, se corretti con questi calcoli, arrivano addirittura a cambiare l'attuale record mondiale dei 100 m piani maschili.